# Phutthaisong (huyện)
Phutthaisong (tiếng Thái: พุทไธสง) là một huyện (‘‘amphoe’’) ở phía bắc của tỉnh Buriram, đông bắc Thái Lan.

## Địa lý
Các huyện giáp ranh (từ phía nam theo chiều kim đồng hồ) là Khu Mueang của tỉnh Buriram, Mueang Yang của tỉnh Nakhon Ratchasima, Ban Mai Chaiyaphot of Buriram, Nong Song Hong của tỉnh Khon Kaen, Na Pho của Buriram, Yang Sisurat và Phayakkhaphum Phisai thuộc tỉnh Maha Sarakham, và Chumphon Buri của tỉnh Surin.

## Hành chính
Huyện này được chia thành 7 phó huyện (tambon), các đơn vị này lại được chia thành 97 làng (muban). Phutthaisong là một thị trấn (thesaban tambon) nằm trên một phần của tambon Phutthaisong, Mafueang và Ban Chan. Ngoài ra có 7 Tổ chức hành chính tambon (TAO).
| Số TT | Tên          | Tên tiếng Thái | Số làng | Dân số |  |
| ----- | ------------ | -------------- | ------- | ------ |  |
| 1.    | Phutthaisong | พุทไธสง         | 13      | 8.689  |  |
| 2.    | Mafueang     | มะเฟือง         | 13      | 6.180  |  |
| 3.    | Ban Chan     | บ้านจาน         | 13      | 7.256  |  |
| 6.    | Ban Pao      | บ้านเป้า         | 12      | 5.663  |  |
| 7.    | Ban Waeng    | บ้านแวง         | 13      | 5.234  |  |
| 9.    | Ban Yang     | บ้านยาง         | 18      | 8.196  |  |
| 10.   | Hai Sok      | หายโศก         | 15      | 5.387  |  |

Các con số mất là các tambo nay thuộc huyệnBan Mai Chaiyaphot.